# Алкоэнтре
Алкоэнтре (порт. Alcoentre)  —  район (фрегезия) в Португалии,  входит в округ Лиссабон. Является составной частью муниципалитета  Азамбужа. По старому административному делению входил в провинцию Рибатежу. Входит в экономико-статистический  субрегион Лезирия-ду-Тежу, который входит в Алентежу. Население составляет 3535 человек на 2001 год. Занимает площадь 47,00 км².
Покровителем района считается Иисус Христос (порт. Cristo). 